# Germana Sperotto
Germana Amelia Sperotto (Ivrea, 6 febbraio 1964) è un'ex fondista italiana.

## Biografia
Nata a Ivrea, in provincia di Torino, nel 1964, ma originaria della Valle d'Aosta, a 20 anni ha partecipato ai Giochi olimpici di Sarajevo 1984, nella 20 km, arrivando 35ª con il tempo di 1h10'24"1.